# Helwin
Helwin, helvin – bardzo rzadki minerał z gromady krzemianów.

## Odkrycie
Został opisany po raz pierwszy przez prof. Friedricha Mohsa, a następnie, w 1925 r., przez chemika i mineraloga z Uniwersytetu w Tybindze, prof. Christiana Gottloba Gmelina.

## Etymologia nazwy
Nazwa pochodzi z łac. helvus – „żółty”.

## Występowanie
Spotykany jest w Niemczech, Szwecji, Rumunii, Rosji, USA oraz Brazylii. W Polsce spotykany w pegmatytach granitowych koło Strzelina na Dolnym Śląsku. Jest składnikiem skarnów, pegmatytów granitowych, gnejsów również tworów hydrotermalnych. Jest minerałem rzadkim. Towarzyszą mu najczęściej kwarc, spessartyn, kwarc dymny, muskowit, mikroklin, kalcyt, albit, fluoryt i rodochrozyt. 

## Właściwości
Tworzy kryształy o pokroju izometrycznym. Ich postać to najczęściej czworościan, rzadko ośmiościan lub dwunastościan rombowy. Czasem wytwarza szczotki krystaliczne. Barwa helwinu to żółć, czerwień i zieleń. Ziarna helwinu w Polsce mają zwykle 2 mm średnicy, choć w innych krajach mogą mieć nawet 5-6 mm, lecz takie kryształy są rzadkie i cenione.

## Zastosowanie
Helwin ma znaczenie naukowe i kolekcjonerskie.